# Дахте, Заур Рустамович
Заур Рустамович Дахте (18 августа 1936, Дагестан, РСФСР, СССР — 15 августа 2024, Таджикистан) — таджикский советский оператор и фотограф. Заслуженный работник культуры Таджикской ССР.

## Биография
Родился 18 августа 1936 года в Дагестане. В возрасте одного года c родителями переехал в Иран – на родину деда по отцу, где он прожил там с 1937 по 1951 год. Выпускник 1958 года Международной школы Интердом им. Е. Д. Стасовой в Иваново, Россия.
Окончил операторский факультет Всесоюзного государственного института кинематографии. Работал долгие годы на киностудии «Таджикфильм» в Таджикистане. Снимал военные хроники в Афганистане, археологическую находку статуи спящего Будды на территории Таджикистана, балерину М. А. Сабирову.
Помимо кинокарьеры, являлся профессиональным фотографом. Первая фотовыставка Заура прошла в Душанбе в 2003 году. Позже выставки его картин прошли в Китае, Индии, Японии, России, Франции, Германии, Казахстане, Азербайджане и Белоруссии.
Погиб 15 августа 2024 года в ДТП на 88 году жизни, когда за рулём машины направлялся по дороге из Душанбе в Худжанд.

## Фильмография
- 1966 — Лоле — оператор
- 1969 — Встреча у старой мечети — оператор
- 1970 — Дороги бывают разные — оператор
- 1972 — Четверо из Чорсанга — оператор
- 1973 — Здравствуй, добрый человек — оператор
- 1974 — Требуется тигр — оператор
- 1976 — Отважный Ширак — оператор
- 1977 — Жили-были в первом классе... — оператор
- 1979 — Человек меняет кожу — оператор
- 1983 — Наша Малика — оператор
- 1991 — София Туйбаева — оператор

## Издательства
- Сибирский субэтнос: культура, традиции, ментальность. — ГОУ ВПО КПГУ им. В.П. Астафьева, 2004. — 254 с. — ISBN 978-5-85981-041-3.
- Памир. — Союз писателей Таджикистана, 1984. — 164 с.
- Пролетарское кино. — 1971. — 606 с.